# Carole Vergne
Carole Vergne (ur. 7 sierpnia 1985 w Saint-Malo) – francuska szablistka, czterokrotna medalistka mistrzostw świata i dwukrotna medalistka mistrzostw Europy.
W 2001 roku zdobyła brąz indywidualnie wśród kadetek na mistrzostwach świata juniorów w Gdańsku. Na rozgrywanych rok później mistrzostwach świata juniorów w Antalyi zdobyła brązowy medal drużynowo.
Podczas mistrzostw świata w Petersburgu w 2007 roku Francuzki w składzie: Cécile Argiolas, Léonore Perrus, Anne-Lise Touya i Carole Vergne zdobyły drużynowo złoty medal. Na rozgrywanych dwa lata później mistrzostwach świata w Antalyi zdobyła srebro drużynowo i brąz indywidualnie. Wyprzedziły ją tylko Mariel Zagunis z USA i Ukrainka Olha Charłan. Ponadto wywalczyła drużynowo brązowy medal na mistrzostwach świata w Paryżu w 2010 roku.
Wystartowała na igrzyskach olimpijskich w Pekinie w 2008 roku, gdzie była czwarta drużynowo, a indywidualnie zajęła 24. miejsce. Były to jej jedyne starty olimpijskie.
Zdobyła złoto w szabli drużynowej na mistrzostwach Europy w Gandawie (2007). Była też trzecia w tej konkurencji na mistrzostwach Europy w Kijowie (2008).
W 2009 roku zdobyła indywidualnie złoty medal igrzysk śródziemnomorskich w Pescarze.